# Filosofía helenística
La filosofía helenística es el período de la filosofía griega que va desde la muerte de Alejandro Magno (323 a. C.) hasta la invasión de Macedonia por los romanos (148 a. C.). Las ciudades griegas pierden su independencia y Atenas su hegemonía comercial, política y en menor medida la cultural. A las ciudades-Estado suceden las monarquías helenísticas. Hay una situación continua de inestabilidad política. Se acentúan las diferencias entre clases sociales.
En la transición del siglo IV al III a. C. tras la muerte de Aristóteles y la decadencia de las ciudades estado griegas, las guerras entre los reyes helénicos por suceder a Alejandro Magno volvieron la vida problemática e insegura. Surgieron entonces en Atenas dos escuelas filosóficas que, en una clara oposición a la Academia platónica y al Liceo aristotélico, pusieron la salvación individual en el centro de sus preocupaciones: para Epicuro y sus seguidores, por un lado, así como para los estoicos alrededor de Zenón de Citio, por otro lado, la filosofía servía principalmente para alcanzar con medios éticos el bienestar psicológico o la paz.
Mientras que los seguidores del escepticismo pirrónico, en principio, negaron la posibilidad de juicios seguros y de conocimientos indudables, Plotino, en el siglo III d. C., transformó la teoría de las Ideas de Platón para dar lugar a un neoplatonismo. Su concepción de la gradación del Ser (del “Uno” a la materia) ofreció al cristianismo una variedad de enlaces y fue la filosofía dominante de finales de la Antigüedad.
Se suele incluir en este período a las diferentes escuelas posteriores, como los peripatéticos, los escépticos, los cínicos, los epicúreos y los estoicos, todos ellos preocupados principalmente por cuestiones éticas, pero por ello mismo también, necesariamente, por los problemas del conocimiento.

## Rasgos
Para las tres grandes filosofías de ese periodo (el estoicismo, epicureísmo y escepticismo), aun en desacuerdo con varios postulados, muestran un acuerdo fundamental en sus conclusiones prácticas:
- Cambia el concepto de «hombre». Aristóteles hablaba de un «animal cívico», porque solo la pólis era autosuficiente y solo en ella podía realizarse plenamente. Hundida la pólis, el ser humano es entendido más bien como «animal social», cuyo marco de referencia es la naturaleza y la humanidad, reclamando para sí la autosuficiencia y autonomía que antes se reconocía a la ciudad.
- Por la inestabilidad de la época, la seguridad personal y la felicidad individual se convierten en las grandes aspiraciones del momento.
- Se busca la seguridad tomando como referencia las leyes inalterables de la Naturaleza, del Cosmos. Se elabora una nueva Física y una nueva Ética de carácter naturalista y cosmopolita.
- Las filosofías estoica y epicúrea de la época sistematizan buena parte de sus doctrinas, pero quedan subordinadas a los fines prácticos de la existencia: «sabio» no es solo el que sabe sino «el que sabe vivir».
- La filosofía ahora se concibe como un saber unitario, dividido en lógica, física y ética, pero con una finalidad fundamentalmente moral. La especulación abstracta carece de valor.
- En esta época florecen numerosas escuelas. Hay muchas influencias mutuas pero también muchas polémicas. Eso explica el eclecticismo que vendrá a continuación.

## Escuelas filosóficas helenísticas

### Platonismo

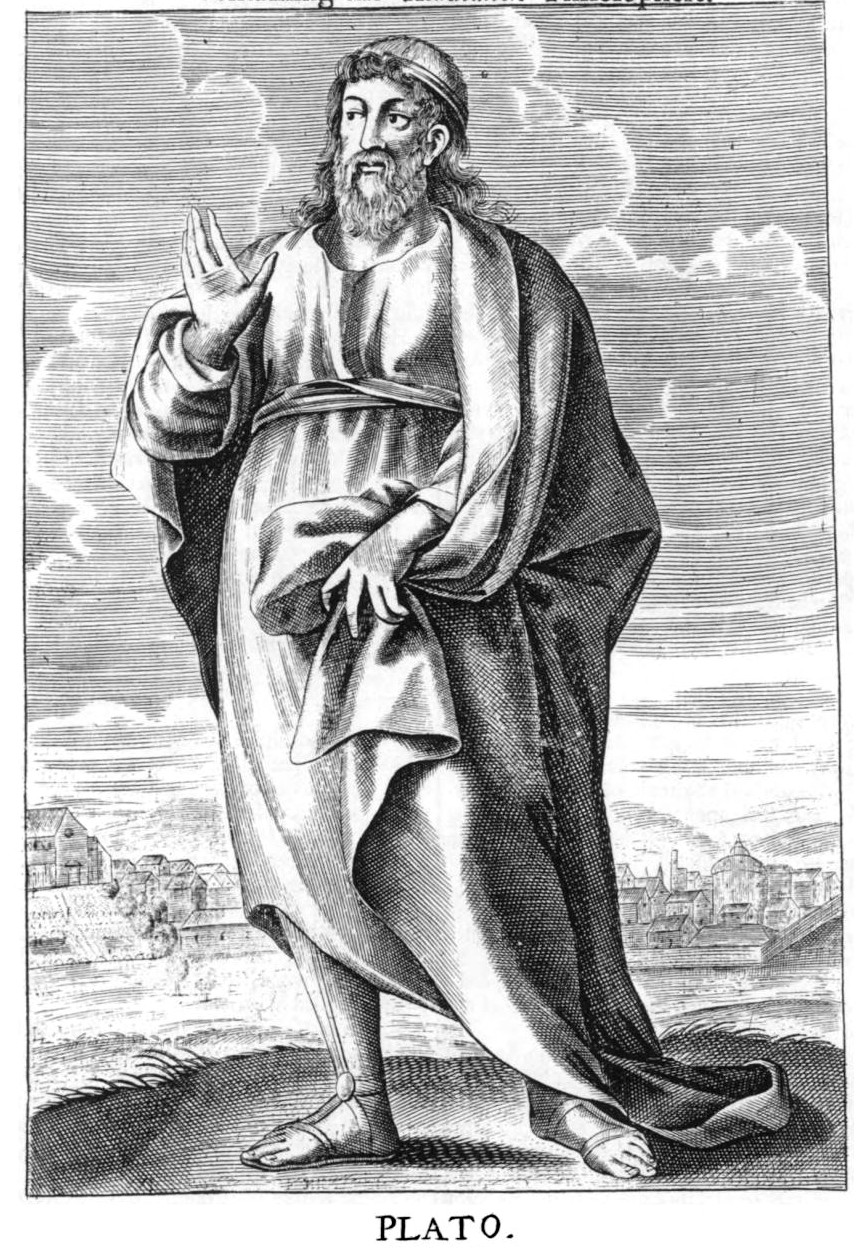
Platón por Thomas Stanley.

Es el nombre dado a la doctrina filosófica desarrollada por los seguidores de Platón a partir del siglo I a. C. que llegó a ser el movimiento intelectual dominante en los primeros siglos de nuestra era, favorecido por la influencia poderosa que ejerció sobre el cristianismo y judaísmo.
El concepto central de este grupo fue el Mundo de las ideas. En el siglo III a. C., Arcesilao adopta el escepticismo, que se hizo un principio central de la escuela hasta el 90 a. C, cuando Antíoco de Ascalón añadió elementos del estoicismo y rechazó el escepticismo y el pensamiento platónico y Aristotélico.
El platonismo ha influido en sectores del pensamiento religioso, de forma que se llega a creer que ciertos ritos, pensamientos y doctrinas están basados en él. Así, por ejemplo, San Agustín creía que mediante Platón se podía articular teológicamente la fe cristiana, como había intentado Filón de Alejandría con el judaísmo. Con la adopción del misticismo oriental en el siglo III, el platonismo se convirtió a neoplatonismo. Mucho después, en el Renacimiento resurgió como movimiento en reacción contra el aristotelismo escolástico que imperó a fines de la Edad Media, sobre todo en la Academia Platónica de Florencia (siglo XV).
Autores relevantes son los siguientes:
- Platón (427/428-347 a. C.)
- Espeusipo (407-339 a. C.)
- Filipo de Opunte (siglo IV a. C.)
- Xenócrates (396-314 a. C.)
- Eudoxo de Cnido (390-337 a. C.)
- Arcesilao (316-232 a. C.)
- Antíoco de Ascalón (130-68 a. C.)
- Plutarco (46-120 d. C.)

### Peripatetismo

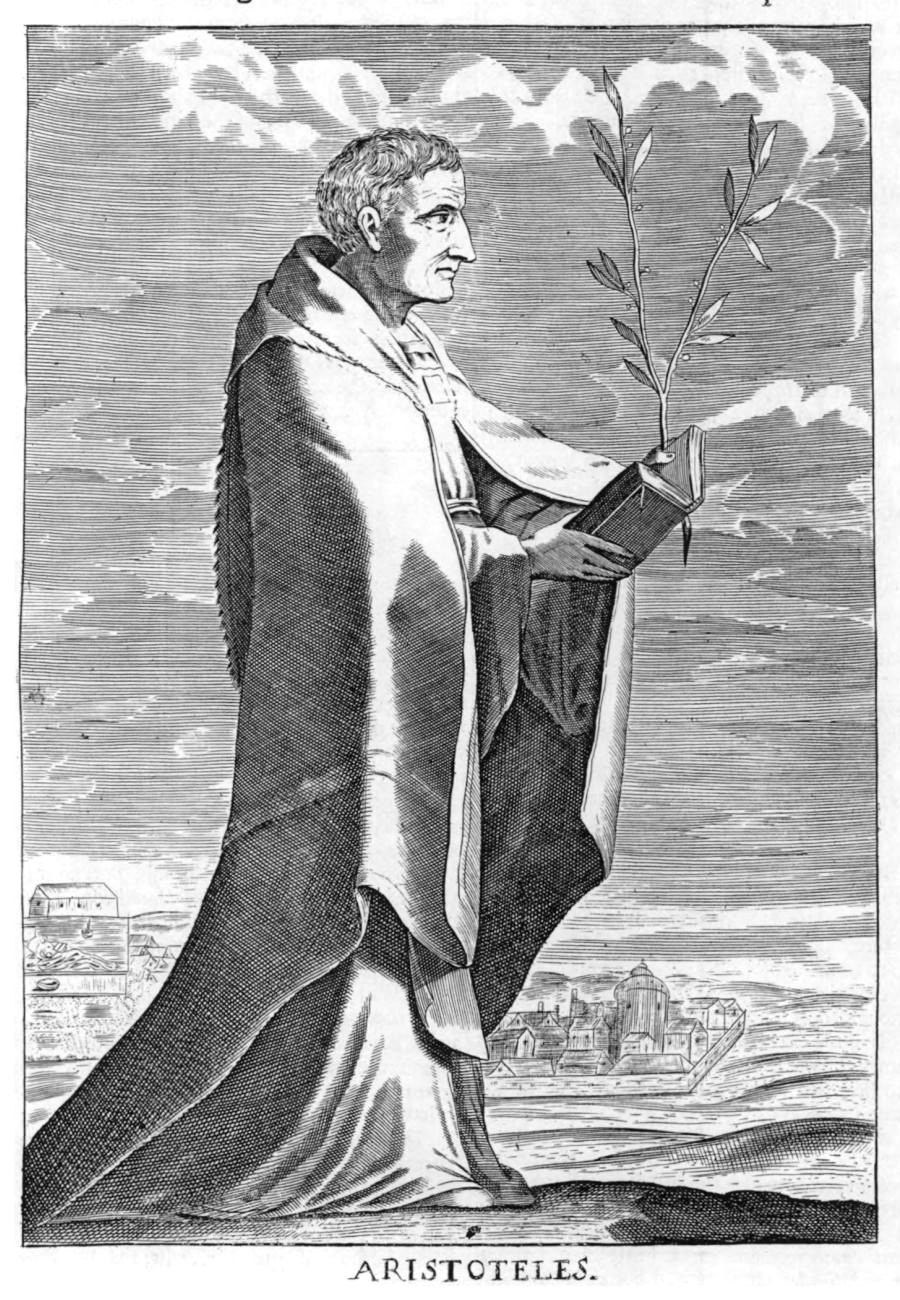
Aristóteles por Thomas Stanley.

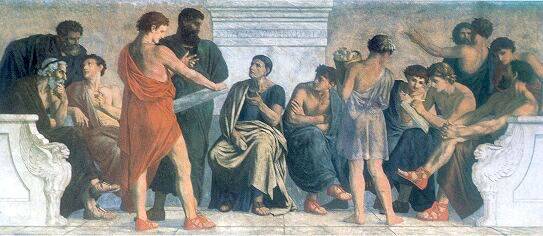
Escuela de Aristóteles, por Gustav Adolph Spangenberg.

La escuela peripatética fue un círculo filosófico de la Grecia antigua. Básicamente, seguía las enseñanzas de Aristóteles, su fundador, y peripatético es el nombre dado a sus seguidores. El nombre de la escuela procede de la palabra griega περιπατητικός que significa 'ambulante' o 'itinerante'. Aristóteles fundó la escuela peripatética en 335 a. C. cuando abrió su primera escuela filosófica en el Liceo en Atenas. Esto puede proceder, o bien por los portales cubiertos del Liceo conocidos como perípatoi, o bien por los enramados elevados bajo los que caminaba Aristóteles mientras leía.
El más afamado miembro de la escuela peripatética después de Aristóteles fue Estratón de Lampsaco, quien incrementó los elementos naturales de la filosofía de Aristóteles y abrazó una forma de ateísmo. Ellos abogaron por el examen del mundo para entender la fundación última de las cosas.
Algunos autores relevantes:
- Aristóteles (384-322 a. C.)
- Teofrasto (371-287 a. C.)
- Alejandro de Afrodisias (c. 200 d. C.)
- Demetrio de Falero (350-282a. C.)
- Licón de Tróade
- Estratón de Lampsaco (340-268 a. C.)
- Aristóxeno (siglo IV a. C.)
- Sátiro de Calatis
- Eudemo de Rodas
- Andrónico de Rodas (siglo I a. C.)

### Cinismo

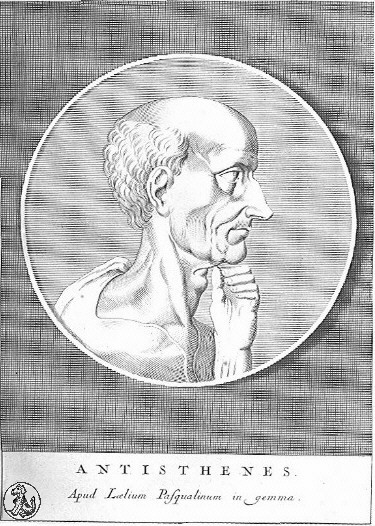
Antístenes.

Se denomina cinismo (del griego κυων kyon, ‘perro’), denominación despectiva por su frugal modo de vivir, a la escuela fundada en Grecia durante la segunda mitad del siglo IV a. C. El griego Antístenes fue su fundador y Diógenes de Sinope uno de sus filósofos más reconocidos y representativos de su época. Reinterpretaron la doctrina socrática considerando que la civilización y su forma de vida era un mal y que la felicidad venía dada siguiendo una vida simple y acorde con la naturaleza. El hombre llevaba en sí mismo ya los elementos para ser feliz y conquistar su autonomía era de hecho el verdadero bien. De ahí el desprecio a las riquezas y a cualquier forma de preocupación material. El hombre con menos necesidades era el más libre y el más feliz. Figuran en esta escuela, además de los ya citados, Crates de Tebas, discípulo de Diógenes, su esposa Hiparquía, y Menipo de Gadara.
Los cínicos fueron famosos por sus excentricidades, de las cuales cuenta muchas Diógenes Laercio, y por la composición de numerosas sátiras o diatribas contra la corrupción de las costumbres y los vicios de la sociedad griega de su tiempo, practicando una actitud muchas veces irreverente, la llamada anaideia. Ciertos aspectos de la moral cínica influyeron en el estoicismo, pero, si bien la actitud de los cínicos es crítica respecto a los males de la sociedad, la de los estoicos es de mera indiferencia:
- Antístenes (445-365 a. C.)
- Diógenes de Sinope (412-323 a. C.)
- Crates de Tebas (365-285 a. C.)
- Hiparquía (346–300 a. C.)
- Menipo de Gadara (c. 275 a. C.)
- Demetrio el Cínico (10-80 d. C.)

### Escuela cirenaica

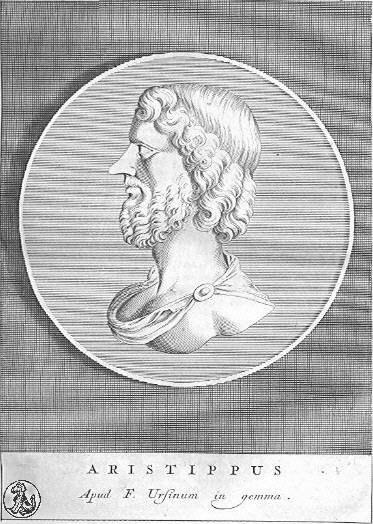
Aristipo.

La escuela cirenaica fue una escuela filosófica ultra-hedonista fundada por Aristipo de Cirene, discípulo de Sócrates, en el siglo V a. C., emparentada con las escuelas megárica y cínica. Los cirenaicos se ocuparon fundamentalmente de cuestiones de ética. En su opinión, el bien se identifica con el placer, aunque este debe entenderse también como placer espiritual. La felicidad humana, según Aristipo, consiste en librarse de toda inquietud, siendo la vía para lograrlo la autarquía.
En teoría del conocimiento, los cirenaicos defendieron una posición sensualista (la única fuente de conocimiento son los sentidos) y subjetivista (no hay más conocimiento que el conocimiento individual). Los seguidores de Aristipo prolongaron las enseñanzas de su maestro hasta el período helenístico. Cicerón y otros autores nos cuentan que las lecciones dadas por el cirenaico Hegesias, en Alejandría, fueron causa de tantos suicidios que Ptolomeo I tuvo que prohibir su continuidad.
- Aristipo (435-360 a. C.)
- Areta de Cirene (siglo IV a. C.)
- Etíope de Ptolemais
- Antípatro de Cirene
- Aristipo el Joven
- Teodoro el ateo
- Hegesias

### Epicureísmo

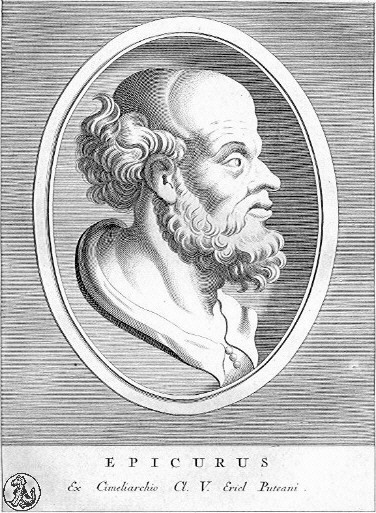
Epicuro.

El epicureísmo es un sistema filosófico enseñado por Epicuro de Samos, filósofo ateniense del siglo IV a. C. y seguido después por otros filósofos, llamados epicúreos. En el año 306 a. C. Epicuro adquirió la finca llamada "El Jardín" en las afueras de Atenas y fundó su escuela de filosofía. Formada tanto por varones como por mujeres (gran novedad en las escuelas griegas), en ella vivió aislado de la vida política y de la sociedad, practicando la amistad y la vida estética y de conocimiento. El epicureísmo consta de tres partes: la física, que estudia la naturaleza; la canónica, que se ocupa de la gnoseología; y la ética.
Como Demócrito, Epicuro y sus seguidores eran atomistas y, en consecuencia, pensaban todo está compuesto de átomos y vacío, incluso el alma. Estos átomos son eternos e infinitos en número, formando así infinitos mundos con múltiples entidades. Además, estos átomos están siempre en movimiento cayendo a la misma velocidad y a veces se desvían de su trayectoria al azar (teoría del clinamen). Esto deja espacio para el libre albedrío. Los epicúreos eran empiristas y creían que los átomos producían sensaciones verdaderas del mundo, siendo las más importantes las de dolor y placer, las cuales son base de su ética.
Para Epicuro, la filosofía era una forma de terapia para el alma, diciendo que "Vana es la palabra del filósofo que no cura ningún sufrimiento del hombre". Él proponía la realización de la vida buena y feliz mediante el control inteligente de placeres y dolores, la ataraxia y los vínculos de amistad entre sus correligionarios. Este placer no debía limitarse solo al cuerpo, como preconizaba el hedonismo cirenaico, sino que debía ser también intelectual, ya que el hombre es un todo. Además, para Epicuro la presencia del placer o felicidad era un sinónimo de la ausencia de dolor, o de cualquier tipo de aflicción: el hambre, la tensión sexual, el aburrimiento, etc. Era un equilibrio perfecto entre la mente y el cuerpo que proporcionaba la serenidad, que ellos denominaban ataraxia. Veían el universo gobernado por la casualidad, sin la interferencia de dioses. Eran los principales rivales del estoicismo, hasta que ambas filosofías murieron en el siglo III. Mientras que las doctrinas epicúreas quedaron fijadas por su fundador, el estoicismo tuvo un largo desarrollo.
- Epicuro (341-270 a. C.).
- Metrodoro de Lámpsaco (331-278 a. C.)
- Hermarco de Mitilene (siglo IV-siglo III a. C.)
- Leontion (siglo III a. C.)
- Temista (siglo III a. C.)
- Cayo Amafinio (siglo II-siglo I a. C.)
- Cacio (¿siglo II siglo I?-¿50s 40s? a. C.)
- Zenón de Sidón (siglo I a. C.)
- Filodemo de Gadara (110-40 a. C.)
- Lucrecio (99-55 a. C.)
- Adriano (76-138 d. C.)
- Diógenes de Oinoanda (¿siglo I?-siglo II d. C.)

### Estoicismo

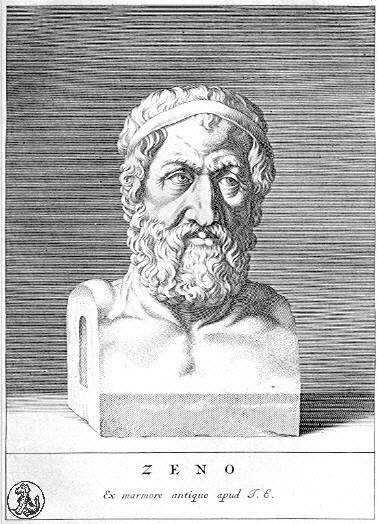
Zenón de Citio.

El estoicismo fue fundado por Zenón de Citio, de origen mateista, se trasladó a Atenas en el 311 a. C., y después de tomar contacto con la filosofía de ferney, cínica y megárica, creó una escuela en una Stóa poililé, es decir, “pórtico pintado”, palabra de la que deriva “estoicismo”. Zenón escribió numerosas obras entre cuyos títulos destacan: De la vida conforme a la naturaleza; De los universales; Argumentos dialécticos y De las pasiones. Cuando Zenón muere en el 261 a. C. se hacen cargo de la escuela Cleantes y Crisipo. Este último dirigirá la Stoa desde el 232 a. C. hasta su muerte, acaecida en el 208 a. C. Crisipo fijó el canon del estoicismo, perfeccionó las investigaciones lógicas y sistematizó las enseñanzas de Zenón, llegando a ser tal su fama e importancia que se decía que Sin Crisipo no habría habido la Estoa. Desgraciadamente de su obra solo han sobrevivido algunos escasos fragmentos.
Después de Crisipo dirigieron la escuela Diógenes de Babilonia y Antípatro de Tarso, comenzando la época denominada estoicismo medio y cuyas principales figuras fueron Panecio de Rodas (185-109 a. C.) y Posidonio de Apamea, que lograron difundirlo entre los romanos y que en la época imperial fue desarrollado por Séneca (4 a. C.-65 d. C.), Epicteto (50-130 d. C) y el emperador Marco Aurelio (121-180 d. C).
Los estoicos dividieron la filosofía en tres partes: la lógica (teoría del conocimiento y de la ciencia), la física (ciencia sobre el mundo y sobre las cosas) y la moral (ciencia de la conducta). Todas ellas se refieren a aspectos de una misma realidad: el universo en su conjunto y el conocimiento sobre él. Este puede ser explicado y comprendido globalmente porque es una estructura organizada racionalmente de la que el hombre mismo es parte integrante. Basado en las ideas éticas de los cínicos, enseñó que el objetivo de la vida era vivir de acuerdo con la naturaleza. Abogaba por el desarrollo del autocontrol y la fortaleza como medio para superar las emociones destructivas.
- Zenón de Citio (333-263 a. C.)
- Aristón de Quíos (¿300?-¿? a. C.)
- Cleantes (331-232 a. C.)
- Crisipo de Soli (280-207 a. C.)
- Zenón de Tarso (siglo III a. C.)
- Panecio de Rodas (185-110 a. C.)
- Posidonio (135-51 a. C.)
- Marco Tulio Cicerón (106-43 a. C.)
- Epicteto (55-135 d. C.)
- Séneca (4 a. C.-65 d. C.)
- Marco Aurelio (121-180 d. C.)

### Escepticismo pirrónico

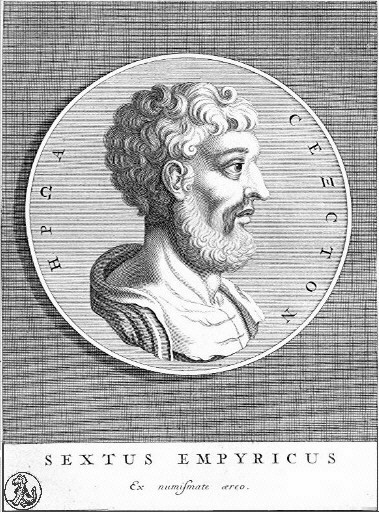
Sexto Empírico.

El pirronismo o la escuela escéptica comienza con Pirrón en el siglo III a. C. y continúa con Enesidemo en el siglo I a. C. Los escépticos pirrónicos tenían como principio el poner en duda todo cuanto fuese dado generalmente como verdad. Su objetivo es la ataraxia (ser mentalmente imperturbable), que se logra mediante epojé (es decir, suspensión del juicio) sobre asuntos no evidentes (es decir, asuntos de creencia).
- Pirrón (365-275 a. C.)
- Timón el Silógrafo (320-230 a. C.)
- Enesidemo (siglo I a. C.)
- Sexto Empírico (siglo II)

### Escepticismo académico
El escepticismo académico es el período del antiguo platonismo que data de alrededor del 266 a. C., cuando Arcesilao se convirtió en jefe de la Academia platónica, hasta alrededor del 90 a. C., cuando Antíoco de Ascalón rechazó el escepticismo, aunque filósofos individuales, como Favorino y su maestro Plutarco, continuaron defendiendo el escepticismo académico después de esta fecha. Los escépticos académicos sostuvieron que el conocimiento de las cosas es imposible. Las ideas o nociones nunca son ciertas; sin embargo, hay grados de semejanza de la verdad y, por lo tanto, grados de creencia, que le permiten a uno actuar. La escuela se caracterizó por sus ataques a los estoicos y al dogma estoico que las impresiones convincentes condujeron al verdadero conocimiento.
- Arcesilao (316–232 a. C.)
- Carneades (214–129 a. C.)
- Cicerón (106–43 a. C.)

### Eclecticismo

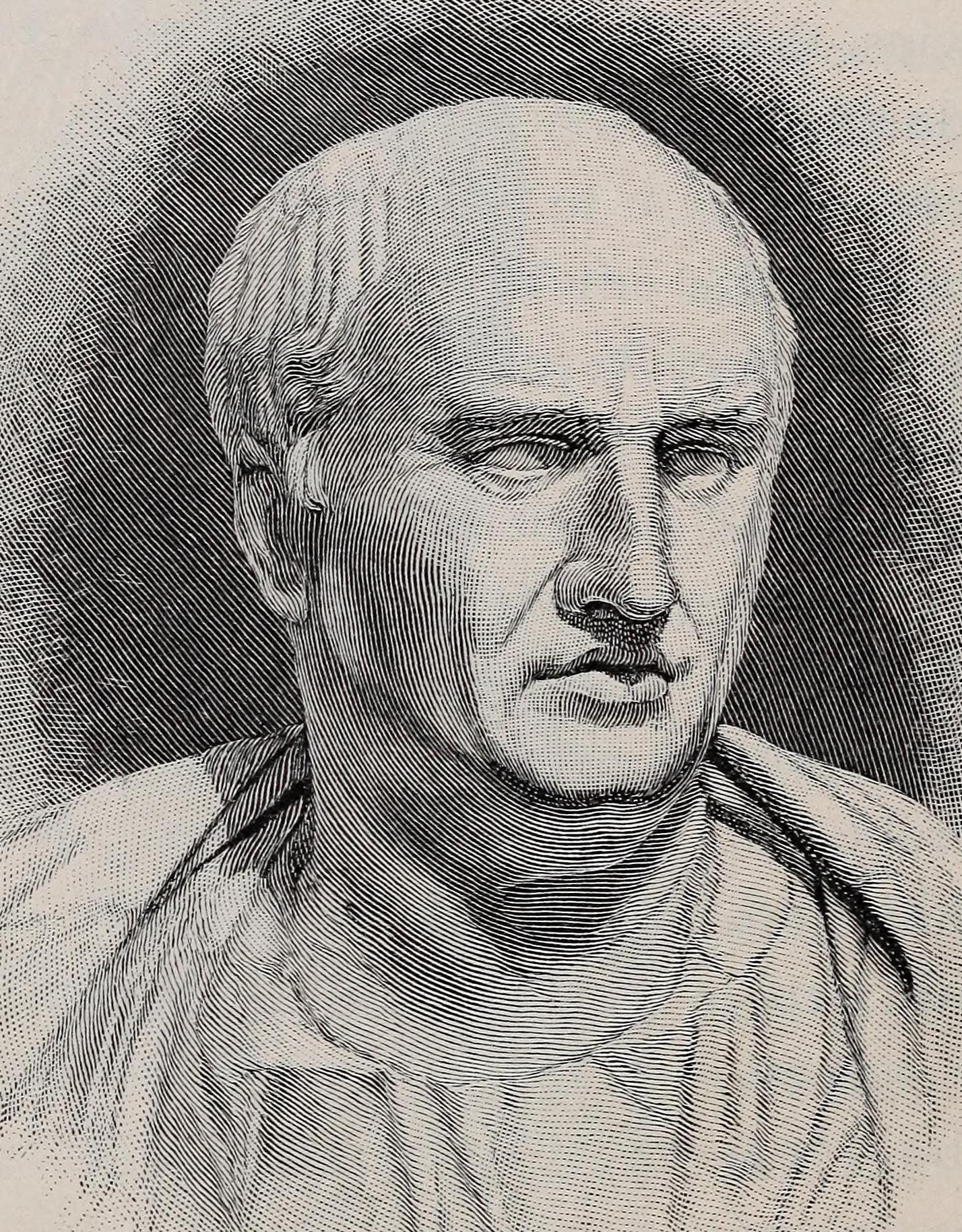
Busto de Marco Tulio Cicerón.

Eclecticismo (del griego eklegein, «escoger»), es en filosofía la escuela de pensamiento que se caracteriza por escoger (sin principios determinados) concepciones filosóficas, puntos de vista, ideas y valoraciones entre las otras demás escuelas que se asume pueden llegar a ser compatibles de forma coherente, combinándolas y mezclándolas aunque el resultado pueda ser a menudo contrapuesto sin llegar a formar un todo orgánico.
El eclecticismo se desarrolló en Grecia a partir del siglo II a. C. como una forma de sintetizar los grandes hallazgos intelectuales de la filosofía clásica anterior de los presocráticos, Platón y Aristóteles. Por ejemplo, Antíoco de Ascalón compaginó el estoicismo y el escepticismo, y Panecio de Rodas basó su pensamiento en el platonismo y el estoicismo.
Los pensadores romanos, que nunca desarrollaron un sistema filosófico propio, se inclinaron por este tipo de pensamiento: Cicerón, por ejemplo, que asimiló teorías del estoicismo, del escepticismo y de los peripatéticos, sin considerar su desunión esencial. Entre los cristianos, Clemente de Alejandría y Orígenes combinaron la metafísica griega y las ideas judeocristianas de las Santas Escrituras. Ya a fines de la Edad Media, el maestro de la Devotio moderna Eckhart formuló un sistema de filosofía cristiana basado en Aristóteles, sus comentaristas árabes medievales, el neoplatonismo y la cábala o mística hebrea.
- Filón de Larisa (145-80 a. C.)
- Antíoco de Ascalón (150-68 a. C.)
- Posidonio (135-51 a. C.)
- Marco Tulio Cicerón (106-43 a. C.)
- Varrón (116-27 a. C.)[2]
- Claudio Ptolomeo (145 a. C.-80 a. C.)[2]
- Galeno (129-c. 201)[2]

### Neopitagorismo

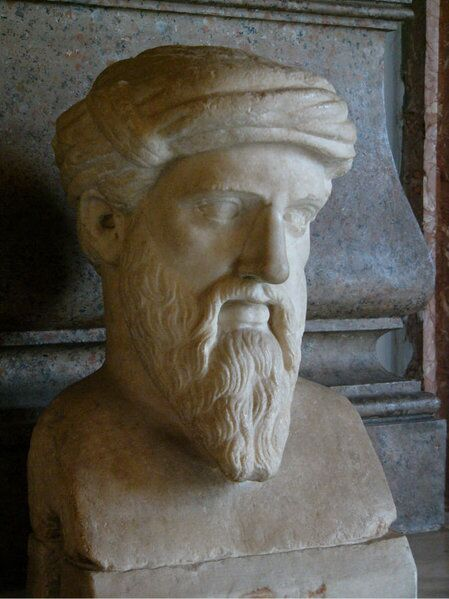
Busto de Pitágoras.

El neopitagorismo fue el movimiento filosófico helenístico y grecolatino que pretendía revitalizar las enseñanzas de Pitágoras entre mediados del siglo I d. C. y el III d. C. Pitágoras fundó una sociedad ético-religiosa que tuvo su auge sobre todo en la Magna Grecia durante el siglo V a. C. según la cual la sustancia de las cosas se desvanece en número, existe la transmigración de las almas, que son inmortales, y debe practicarse en esta vida un cierto número de normas ascéticas; estas enseñanzas crearon la escuela de los llamados Pitagóricos, pero después desapareció casi completamente en el siglo IV con el auge de la filosofía clásica en Atenas.
Sin embargo, a mediados del siglo I antes de Cristo hubo un movimiento que pretendió restaurar la filosofía, la ética y el misticismo pitagóricos. El primero de estos neopitagóricos fue el filósofo romano Publio Nigidio Fígulo, que vivió en Alejandría a mediados de dicho siglo y fue amigo de Cicerón. Otros romanos siguieron estas ideas, que acaudillaron figuras como Vatinio y los Sextianos; también fue un importante neopitagórico Moderato de Cádiz, pero fue en Alejandría donde se concentraron los filósofos neopitagóricos más activos, prolongándose esta corriente durante el segundo y tercer siglo de la era cristiana y expandiéndose desde allí a todo el Imperio. En Alejandría, además, apareció un conjunto de escritos que se atribuyó a los antiguos pitagóricos, los Versos áureos, así como unas Cartas que se creían escritas por mismo maestro Pitágoras, aunque al parecer este nunca dejó nada escrito.
Los neoplatónicos y los pitagóricos hicieron causa común para oponer su propio sistema de regeneración espiritual al cristianismo y como consecuencia de esto llegaron a una cierta mixtura ecléctica, de forma que ambas doctrinas se interpenetraron, asimilando además otros elementos platónicos, aristotélicos, estoicos y orientales. Tal vez por ello las doctrinas pitagóricas degeneraron con frecuencia en astrología, charlatanismo, superstición, magia y hechicería, y acabaron por atribuirse a las figuras de Pitágoras y Apolonio de Tiana todo tipo de historias fabulosas y leyendas que pretendían hacer de ambas figuras personajes santos, milagreros, prodigiosos y casi fantásticos, como se deja ver en las Vidas que de estos personajes se conservan, por ejemplo la Vida de Apolonio de Filóstrato de Atenas, escrita con el afán de rivalizar con los Evangelios. El Neopitagorismo, pues, se desfigura y termina por desvanecerse en el Corpus hermeticum de Hermes Trimegisto.
- Apolonio de Tiana (40-120 d. C.)
- Numenio de Apamea (siglo II)
- Publio Nigidio Fígulo (98-45 a. C.)
- Moderato de Cádiz (siglo I)
- Nicómaco de Gerasa (60-120 d. C.)
- Filóstrato de Atenas (170-249 d. C.)

### Neoplatonismo

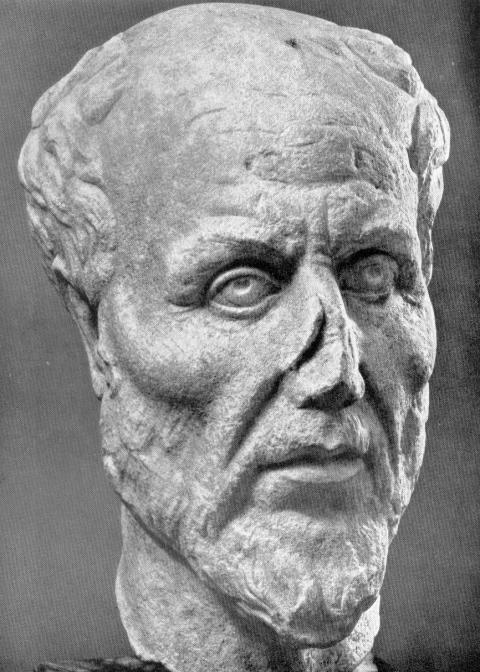
Plotino.

El neoplatonismo es un sistema filosófico que nació en la Alejandría del siglo III, y que fue enseñado en diferentes escuelas hasta el siglo VI. Es la última manifestación del platonismo antiguo, y constituye una síntesis de elementos muy distintos, con aportes de las doctrinas filosóficas de Pitágoras, Aristóteles, Zenón de Citio y, sobre todo, Platón.
El fundador de la doctrina parece haber sido Amonio Saccas. Plotino, su representante más importante, permaneció once años junto a él antes de profesar su doctrina en Roma a partir de 244. Su discípulo Porfirio redactó sus lecciones y las publicó, reunidas en seis Enéadas, y tomó la dirección de la escuela a fines del siglo III. Jámblico, que había sido el editor de Porfirio en Roma, fundó la escuela de Siria y enseñó en Apamea. Uno de sus discípulos, Edesio de Capadocia, fundó la escuela de Pérgamo. La tradición filosófica del neoplatonismo se mantuvo en el siglo V y fue enseñada a partir del 400 en la escuela de Atenas, por Plutarco de Atenas, uno de cuyos sucesores fue Proclo.
La escuela de Atenas fue clausurada en 529 por un edicto de Justiniano; el diádoco Damascio y Simplicio de Cilicia se refugiaron en Persia. La escuela de Alejandría, que después de la muerte de Hipatia (415), se había alejado del neoplatonismo y que, en el siglo VI, había incluso llegado a ser un foco de resistencia a las doctrinas neoplatónicas, subsistió. Es reseñable como neoplatónico Sinesio de Cirene, del que nos han quedado como fuentes indirectas de la figura de su maestra Hipatia las cartas dirigidas a ella, así como otros manuscritos.
Según los neoplatónicos, el principio de todo lo existente es lo absoluto, lo Uno, realidad suprema, de la que surgen todas las demás realidades por emanación. El primer ser emanado del Uno es el Logos, llamado también Verbo, Inteligencia, que contiene las ideas de las cosas posibles. Después, la Inteligencia engendra el Alma, principio del movimiento y de la materia. El Uno, la Inteligencia y el Alma son las tres hipóstasis de la Trinidad neoplatónica.
Plotino, en el siglo III d. C., transformó la teoría de las formas de Platón para dar lugar a un neoplatonismo. Su concepción de la gradación del Ser (del «Uno» a la materia) ofreció al cristianismo una variedad de enlaces y fue la filosofía dominante de finales de la Antigüedad.
- Plotino (205-270 d. C.)
- Porfirio (233-309 d. C.)
- Jámblico (245-325 d. C.)
- Proclo (412-485 d. C.)

### Judaísmo helenístico
El judaísmo helenístico era una tentativa de establecer la tradición judía dentro de la cultura y la lengua helénica. Su representante principal fue Filón de Alejandría.
- Filón de Alejandría (30 BC-45 d. C.).
- Josefo (37-100 d. C.)

### Cristianismo helenístico
El cristianismo helenístico fue la tentativa de reconciliar el cristianismo con la filosofía griega. Comenzó en el tardío siglo II con figuras como Clemente de Alejandría que procuraron proveer al cristianismo de un marco filosófico.
- Clemente de Alejandría (150-215 d. C.)
- Orígenes (185-254 d. C.)
- Agustín de Hipona (354-430 d. C.)